# Bruchus
Bruchus là một chi bọ cánh cứng trong Họ Ánh kim. Chúng phân bố chủ yếu ở miền Cổ Bắc, đặc biệt là ở Châu Âu. Một số loài sinh sống ở các nơi khác trên thế giới, chẳng hạn như Bắc Mỹ, Châu Phi, và Úc, như loài được giới thiệu. Một số loài là sâu hại nông nghiệp khét tiếng.
Chi này là một phần của phân họ Bruchinae. Các thành viên của phân họ này thường được gọi là mọt đậu. Nhiều tác giả ưa gọi chúng là bọ cánh cứng hạt hoặc bọ cánh cứng đậu hơn, do chúng không phải là mọt thực sự, và bởi vì trong đa số các loài, ấu trùng phát triển bên trong hạt, đặc biệt là đậu. Vì Bruchinae được biết đến là họ Bruchidae cho đến những năm 1990, chúng đôi khi vẫn được gọi là bọ cánh cứng bruchid.

## Mô tả
Chi Bruchus được xác định rõ bởi một số đặc điểm, chẳng hạn như hình dạng của đoạn trước của lồng ngực, một sự sắp xếp các gai hoặc các tấm trên xương chày của chân giữa của con đực, và hình thái độc đáo của cơ quan sinh dục của con đực. Cơ quan sinh dục mảnh mai và thon dài, và đặc biệt là mảng xơ cứng tạo thành xương ức của đoạn bụng thứ tám lớn và xơ cứng, "với hình dạng boomerang đặc trưng". Phần này của cơ quan sinh dục được gọi là "urosternite", nhưng các tác giả khác cho rằng thuật ngữ "tấm bụng" là phù hợp hơn. Tấm bụng mạnh mẽ của Bruchus giúp phân biệt chi từ các loài bọ cánh cứng hạt khác, có xu hướng có các tấm bụng giống như tiền đình hoặc thùy. Tấm bụng có ích trong việc nhận dạng loại bởi vì mỗi loài dường như có hình dạng tấm bụng đặc trưng, và nó không thay đổi giữa các cá thể của một loài.
Nói chung, những con bọ cánh cứng này có thân đen với hoa văn màu trắng hoặc lông cứng vàng. Một số loài có chân đỏ hoặc đỏ cam. Đôi cánh cứng được đánh dấu bởi các đường thẳng.

## Sinh học
Bruchus  là các chuyên gia, ăn và phát triển gần như độc quyền trên cây của tông Đậu (Vicieae), Họ Đậu, bao gồm đậu Hà Lan, đậu ngọt, thiết đậu, và đậu răng ngựa. Ví dụ bao gồm liên đậu (Vicia cracca), bị tấn công bởi ít nhất chín loài Bruchus, đậu răng ngựa nhỏ (Vicia sativa), là vật chủ của năm loài đã được ghi nhận được, và Lathyrus pratensis và Lathyrus tuberosus, mỗi loài bị tấn công bởi bốn loài. Một số loài Bruchus là chỉ ăn một loài thực vật chủ.
Một số loài Lathyrus có một sự thích nghi để chống lại động vật săn mồi, mà có thể đã tiến hóa để phản ứng lại Bruchus và các loài bọ cánh cứng hạt khác. Vỏ trái cây phát triển vết chai khi bị tấn công, bởi bọ cánh cứng, và sự tăng trưởng này được trung gian bởi bruchins, hợp chất cho đến nay chỉ được biết đến từ bọ cánh cứng hạt.
Chúng chỉ sinh sản một lần mỗi năm. Con cái đẻ trứng trên vỏ trái cây của cây họ đậu chủ của nó vào mùa xuân và mùa hè, và ấu trùng chui vào hạt để phát triển. Con trưởng thành chui ra, nhưng vẫn hoãn sự phát triển qua mùa thu và mùa đông, chờ đến mùa xuân mới sinh sản.

## Tác động
Trong số các loài sâu hại nông nghiệp chính trong chi là B. lentis trên thiết đậu,  B. pisorum trên đậu Hà Lan, và B. rufimanus trên đậu răng ngựa. Các loài Bruchus là một trong số các loài sâu gây hại tồi tệ nhất cho cây thiết đậu, trong một nghiên cứu gây mất 30% cây trồng. Trong khi nhiều loài bọ cánh cứng hạt là loài gây hại cho nguồn cung cấp đậu dự trữ, các loài Bruchus không sinh sản trong các cửa hàng bán đậu khô sau thu hoạch, mà chỉ trên các cây ngoài đồng ruộng.
Một loài có lẽ hữu ích hơn. B. rufipes được tìm thấy bên trong các lọ chứa hạt của Lathyrus clymenus trong các tàn tích của Akrotiri, một khu định cư trên đảo Santorini đã bị phá hủy trong trận phun trào núi lửa Minoan. Những người dân đã sử dụng hạt làm thức ăn. Dấu tích của B. rufipes, một loài gây hại của loài thực vật này, được thu hồi từ các lọ và kitin đã được xác định niên đại thành công bằng cacbon phóng xạ, cung cấp bằng chứng cho thấy thời điểm vụ phun trào là giữa năm 1744 và 1538 trước Công nguyên.

## Hệ thống
Linnaeus dựng lên chi này, và ban đầu nó chứa gần như tất cả các loài bọ cánh cứng hạt từng được biết. Chi được chia ra theo thời gian và nhiều loài được xếp vào các chi mới. Tuy nhiên, một số tác giả tiếp tục phân loại các loài bọ cánh cứng hạt mới vào Bruchus, tạo ra một đơn vị phân loại vô tổ chức gồm toàn các loài khá rõ ràng là không có họ hàng với nhau. Ngày nay, sau nhiều lần sửa đổi, giới hạn định nghĩa của Bruchus tương đối rõ ràng.
Các phân tích phát sinh loài đã chỉ ra rằng chi này, theo như nó được định nghĩa ngày nay là một chi đơn ngành, nhưng cũng có hai trong số bảy nhóm trong chi là "có khả năng đa ngành".
Tính đến năm 2008, có khoảng 36 loài trong chi này.

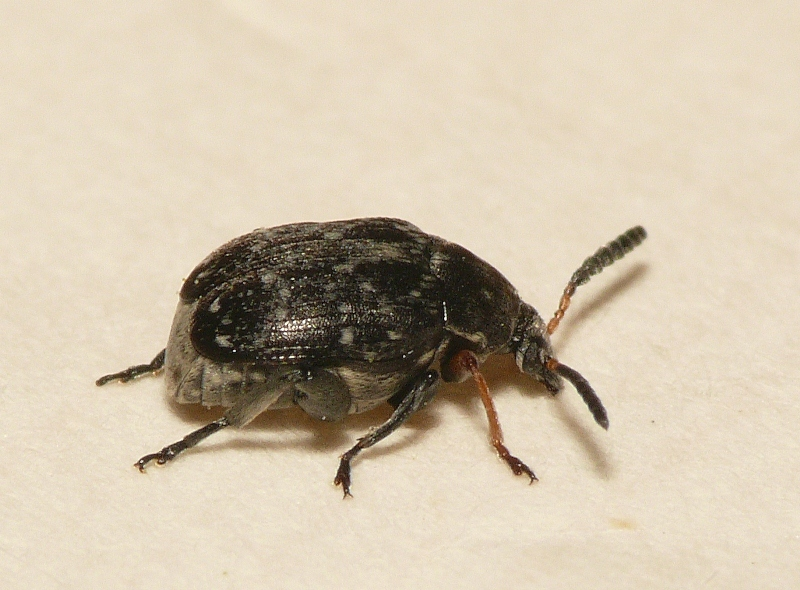
Bruchus atomarius

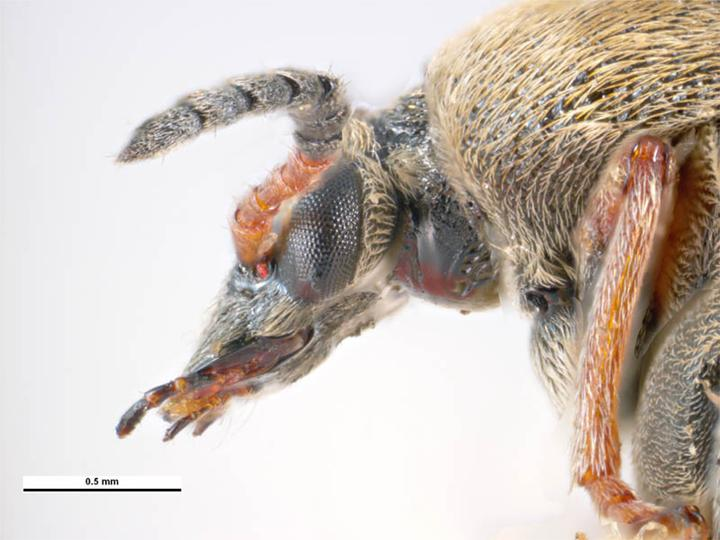
Bruchus rufimanus

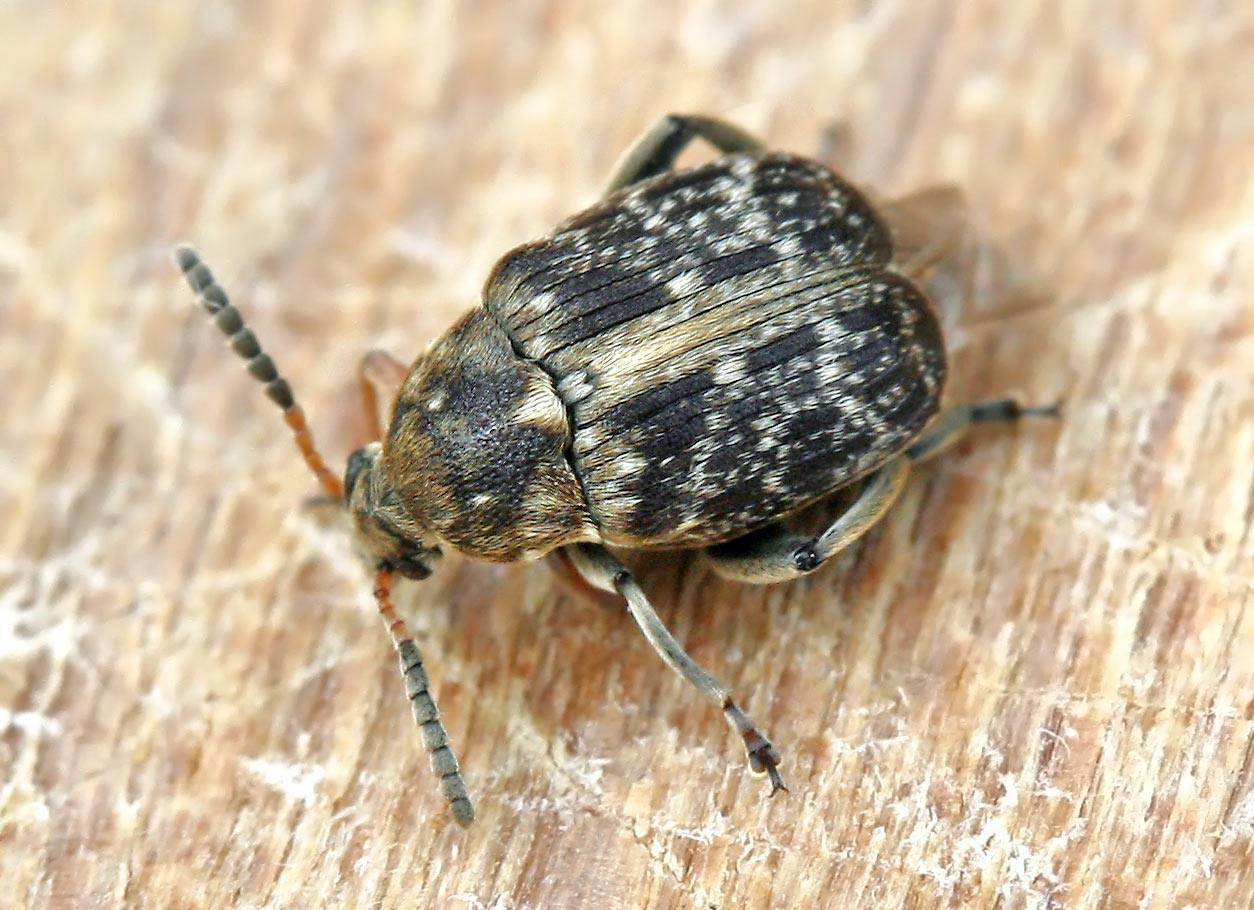
Bruchus affinis

Các loài bao gồm:
- Bruchus affinis
- Bruchus altaicus
- Bruchus anatolicus[10]
- Bruchus atomarius
- Bruchus brachialis
- Bruchus brisouti
- Bruchus canariensis
- Bruchus dentipes
- Bruchus emarginatus
- Bruchus ervi
- Bruchus griseomaculatus
- Bruchus hamatus
- Bruchus hierroensis
- Bruchus ibericus[10]
- Bruchus laticollis
- Bruchus lends
- Bruchus libanensis
- Bruchus loti
- Bruchus lugubris
- Bruchus luteicornis
- Bruchus mirabilicollis
- Bruchus mulkaki
- Bruchus occidentalis
- Bruchus pavlovskii
- Bruchus perezi
- Bruchus pisorum
- Bruchus rufimanus
- Bruchus rufipes
- Bruchus sibiricus
- Bruchus signaticornis
- Bruchus tetragonus
- Bruchus tristiculus
- Bruchus tristis
- Bruchus ulicis
- Bruchus venustus
- Bruchus viciae